# Франческо Бианки
Франческо Бианки (на италиански: Francesco Bianchi) е италиански диригент и композитор, написал около 90 опери, които се отличават с приятен и мелодичен стил. Епизодично пише и църковна музика.

## Италия
Роден е през 1752 г. в Кремона, Ломбардия. Цялото му име е Франческо Джузепе Бианки. Изучава музика в Неапол при Паскуале Кафаро и Николо Йомели. Работи предимно в Лондон, Париж и във всички големи италиански градове – Венеция, Неапол, Рим, Милано, Торино, Флоренция. Не е известно колко точно опери е написал, но се предполага, че са между 78 и 90. Творбите му са представители както на драматичната опера серия, така и на комичната опера-буфа, съобразени главно с италианския и френския стил. Първата му опера е „Джулио Сабино“, представена в родния му град през 1772 г. Последвана е от „Grand Cidde“, поставена във Флоренция през следващата година.

## Париж
От 1775 до 1778 г. работи в Париж като клавесинист в театър „Comédie-Italienne“, под ръководството на италианския композитор Николо Пичини. Тук се отдава на композирането главно на комични опери. На 30 септември 1775 г. е премиерата на първата му опера, написана във Франция – „La Réduction de Paris“. След Париж, през 1778 г. заминава за Флоренция. През 1780 г. написва оратория в полза на сиропиталището „Mendicanti“.

## Отново в Италия
От 1782 до 1793 г. е втори капелмайстор в Миланската катедрала. Едновременно с това в периодите 1785 – 1791 и 1793 – 1797 години е втори органист и в базиликата „Сан Марко“ във Венеция, където помага да се реорганизира епархийския архив. Тук композира няколко оратории, кантати, меси и инструментални произведения. За период от 5 години, между 1779 и 1784 г. написва около 60 опери, между които „La villanella rapita“ и „Френският дезертьор“. Впоследствие работи за кратко в Неапол, където написва най-добрата си опера „Отмъщението на Нино“, поставена на 12 ноември 1790 г. в същия град.

## Лондон
Заминава за Лондон и от 1794 г. започва да представя поредица от свои опери там, измежду които с най-голям интерес е посрещната „Отмъщението на Нино“. Заема поста диригент на Кралския театър и остава в града в продължение на три години, след което заминава за кратко за Дъблин, Ирландия. В Лондон освен оперите си пише и инструментална музика. Франческо Бианки е автор или съавтор на пет теоретични трактата, всички останали в ръкопис, с изключение на „Теоретичен и практичен трактат по хармония“, който е публикуван на части в тримесечното издание „Quarterly Musical Review“.
На 23 април 1798 г. Бианки се жени за оперната певица, сопраното Люси Джаксън.
Бианки се проявява и като много добър музикален педагог. Ученикът му, придобил най-голяма известност, е английският композитор и диригент Хенри Бишоп.
Между 1802 и 1807 г. работи отново в Париж, където се занимава с композиране на популярни комични опери, като едноактната „Corali“. Тук са създадени най-добрите му опери от жанра опера-буфа. В същия период написва и издава още един теоретичен трактат.
През 1807 г. се завръща в Лондон. Бианки се самоубива на 27 ноември 1810 г. в Хамърсмит, Лондон, вероятно заради семейни неприятности.

## Опери
- 1772 – „Джулио Сабино“ (Giulio Sabino) – първата опера на Бианки, спадаща към жанра опера серия, с премиера в Кремона.[4]
- 1773 – „Grand Cidde“ – втората опера на композитора, 3-актна опера серия по либрето на Джовачино Пици с премиера в „Teatro della Pergola“ във Флоренция.[5]
- 1774 – „Деметрио“ (Demetrio) – опера серия по либрето на Пиетро Метастазио. Премиерата е в Кремона.[9]
- 1775 – „Орион“ (Eurione) – 3-актна опера серия по либрето на Антонио Папи и премиера в Павия.[9]
- 1775 – „La Réduction de Paris“ – е първата опера на Бианки, създадена в Париж. Спада към жанра опера-буфа и е написана по либрето на De Rosoy. Премиерата е на 30 септември в Париж.[5]
- 1776 – „Le Mort marié“ – опера-буфа по либрето на Michel-Jean Sedaine, премиера във Фонтенбло.[9]
- 1779 – „Кастор и Полукс“ (Castore e Polluce) е 4-актна опера серия с либрето на Карло Фругони по френския текст на Пиер-Жозеф-Жюстин Бернар, написан за същата опера на Жан-Филип Рамо от 1737 г. Музиката на Бианки е доста екстравагантно написана, съобразена с френския стил. Съдържа много елементи, които вече са премахнати от италианските сериозни опери. Това са участието на богове, удивителни промени в сцените, арии без излизане на сцената, масово използване на хора и една адска сцена в подземния свят, придружена с танци. Премиерата е в „Театро дела Пергола“ във Флоренция на 10 януари. По-късно операта е преработена на 3-актна и е изпълнена на 8 септември в същия театър и през същата година.[3]
- 1779 – „Erifile“ – опера серия по либрето на Джовани де Гамера, премиера във Флоренция.[9]
- 1779 – „L'innocenza perseguitana“ – 3-актна опера-буфа с премиера в Рим.[9]
- 1781 – „Arbace“ – 3-актна опера серия по либрето на Гаетано Сертор. Премиерата е в „Театро Сан Карло“ в Неапол на 20 януари. В музиката са използвани силни динамични контрасти, отговарящи на постепенно повишаващото се напрежение във фабулата. Забелязва се и новаторско използване на духовите музикални инструменти.[3]
- 1781 – „Венера и Адонис“ (Venere e Adone) – 2-актна опера по либрето на Фернандо Casori и премиера във Флоренция.[9]
- 1781 – „Олимпиада“ (L'Olimpiade) – 3-актна опера серия по либрето на Пиетро Метастазио с премиера в Милано.[9]
- 1781 – „Земира“ (La Zemira) – 3-актна опера серия с либрето на Гаетано Сертор, чиято премиера е на 4 ноември в театър „Сан Карло“ в Неапол. Подобно на други негови творби „Земира“ е новаторска, с необичайни компоненти. Съдържа бурно трио, кратък дует на два мъжки гласа, продължителен квартет. Версията, изготвена за представянето в Неапол, се отличава с по-широко използване на кларинета, който се включва в оперните композиции тук десетина години преди това да стане в останалите италиански градове. През 1786 г. е преработена отново за „Театро Нуово“ в Падуа, като този път композиторът пропуска интродукцията и сцената с намушкване на Земира.[3]
- 1782 – „Зулима“ (La Zulima) – 3-актна опера серия по либрето на Джузепе Оливиери и премиера в Неапол.[9]
- 1782 – „Триумфът на мира“ (Il trionfo della pace) – 2-актна опера по либрето на Vittorio Amedeo Cigna-Santi. Премиера в Торино.[9]
- 1782 – „Астрологът“ (L'astrologa) – 3-актна драма по либрето на Пиетро Киари с премиера в Неапол.[9]
- 1783 – „La villanella rapita“ е 2-актна опера-буфа с либерто от Джовани Бертати.[3] Приема се за една от най-успешните опера на Бианки.[5] Представена е за първи път в „Театро Сан Морис“ във Венеция през есента на 1783 г. На 29 август 1784 отново се играе в театър „Естерхази“ в град Süttör (днес част от град Фертьод в Унгария). На 27 февруари 1790 г. е лондонската ѝ премиера в „Little Haymarket Theatre“. На 5 юни 1787 г. в „Théâtre Feydeau“ в Париж е представен концерт от творби на Паизиело, Гулиелми, Джакомо Готифредо Ферари, Джузепе Сарти и Антонио Солер. В него е включена като музика от Бианки част от операта.[3] По теми от тази опера Моцарт пише квартет и трио.[9]
- 1784 – „Aspardi, principe di Battriano“ – опера серия по либрето на Гаетано Сертор, премиера в Рим.[9]
- 1784 – „Briseide“ – опера серия по либерто на Франческо Гамбино. Премиера в Торино.[9]
- 1784 – „Гай Марий“ (Cajo Mario) – 3-актна опера серия с либретист Гаетано Рокафорте и премиера в Неапол.[9]
- 1784 – „Фалшивата принцеса“ (La finta principessa) – 2-актна опера-буфа. Либрето на Филипо Ливини, премиера в Болоня.[9]
- 1785 – „Френският дезертьор“ (Il disertore francese) е една реформистка опера серия с комбинация от комични и драматични елементи. Либретото е на Bartolomeo Benincasa, а премиерата е във Венеция.[3][9]
- 1785 – „Екстравагантният англичанин“ (La stravagante inglese) – 2-актна опера-буфа по либрето на Джовани Грепи и премиера в „Teatro San Moisè“, Венеция.[9]
- 1785 – „Александър в Индия“ (Alessandro nelle Indie) – 3-актна опера серия по либрето на Метастазио и премиера във Венеция.[9]
- 1786 – „Алонсо и Кора“ (Alonso e Cora) е опера серия в три действия. Либретото е на Джузепе Мария Фопа по произведението „Idalide, o sia La vergine del sole“ на Фердинандо Морети. Първоначалният текст е на Жан-Франсоа Мармонтел от „Инките, или унищожаването на империята в Перу“ от 1777 г. Премиерата е на 7 февруари във венецианския „Театро Сан Бенедето“. В операта са включени поредица от зрелищни ефекти, като морски сцени и вулканично изригване. Музиката е пищна с участието на хорове, ансамбли, както и един квинтет. В последното действие участва голяма балетна формация, която допринася за блестящия финал. Друга версия на операта под същото заглавие е написана от Симон Майер за Милано през 1803 г.[3]
- 1786 – „Le villanelle astute“ – 2-актна опера-буфа по либрето на Джузепе Фопа и премиера на карнавала във Венеция в края на годината.[9]
- 1786 – „Месенцио, крал на Етрурия“ (Mesenzio re d'Etruria) – опера серия с либретист Фернандо Casori и премиера в Неапол.[9]
- 1787 – „Портретът“ (Il ritratto) – опера-буфа по либрето на Saverio Zini, премиера в Неапол.[9]
- 1787 – „Китайският сирак“ (L'orfano cinese) – 3-актна опера серия по Волтер, представена на карнавала във Венеция в края на годината.[9]
- 1787 – „Сципион Африкански“ (Scipione africano) – 3-актна опера серия по либрето на Николо Минато. Премиера в Неапол.[9]
- 1788 – „Калто“ (Calto) – 3-актна опера серия. Либретото е на Джузепе Мария Фопа, написано по келтска поема на Осиан. Премиерата е на 23 януари във Венеция в „Театро Сан Бенедето“. За тази си опера Бианки използва по-необичайни духови инструменти като обой, фагот, кларинет, валдхорна и английски рог.[3]
- 1788 – „Пидзаро“ (Pizarro) – 3-актна опера серия, представена на карнавала във Венеция.[9]
- 1788 – „Новият Дон Кихот“ (Il nuovo Dn Chisciotte) – опера-буфа по либрето на Пиетро Калви.[9]
- 1788 – „Смъртта на Цезар“ (La morte di Cesare) е опера серия в три действия. Либретото е едно от шестте, написани от Гаетано Сертор за серията на Бианки от венециански опери през 1790-те години. Създадена е по трагедията на Шекспир „Юлий Цезар“. Премиерата е на 27 декември в „Театро Сан Самуеле“, Венеция. Както и при други свои опери композиторът въвежда някои нововъведения – хорът участва активно в драмата, включени са балет и пантомима, отново има дует за два мъжки гласа. Вместо традиционния трагичен финал, последната сцена показва клетвата над тялото на убития Цезар.[3]
- 1789 – „Да̀лисо и Да̀лмита“ (Daliso e Dalmita) – 2-актна опера серия по либрето на Джовани де Гамера, премиера в Падуа.[9]
- 1789 – „La calamità dei cuori“ – опера-буфа по либрето на Джовани де Гамера, премиера в Падуа.[9]
- 1789 – „La fedeltà tra le selve“ – 2-актна опера-буфа по либрето на Мекеланджело Прунети, която включва 4 арии от композитора Валентино Фиораванти. Премиерата е в Рим.[9]
- 1789 – „Nitteti“ – 3-актна опера серия по либрето на Метастазио и премиера в Милано.[9]
- 1790 – „Арминио“ (L'Arminio) – 3-актна опера серия по либрето на Фердинандо Морети и премиера във Флоренция.[9]
- 1790 – „Отмъщението на Нино“ (La vendetta di Nino) – Една от най-сполучливите и много успешна 2-актна опера серия. Либретото е на Фердинандо Морети, написано по произведение на Волтер. Премиерата е в Неапол.[10]
- 1790 – „Фалшивият астролог“ (Il finto astrologo) – 2-актна опера-буфа по либрето на Алесандро Мариани и премиера в Рим.[9]
- 1791 – „Странната дама“ (La dama bizzarra) – опера-буфа по либрето на Алесандро Мариани и премиера в Рим.[9]
- 1791 – „Cajo Ostilio“ – 2-актна опера серия по либрето на Eustachio Manfredi с премиера в Рим.[9]
- 1791 – „La sposa in equivoco“ – 2-актна опера-буфа по либрето на Saverio Zini и премиера във Венеция.[9]
- 1791 – „Deifile“ – 2-актна с премиера във Венеция.[9]
- 1791 – „Селевк, крал на Сирия“ (Seleuco, re di Siria) е 3-актна опера серия с либрето от Матиа Ботурини, написано по „Антиохия“ от Апостоло Дзено и Пиетро Париати. Премиерата е на 26 декември в „Театро Сан Бенедето“ във Венеция. За първи път опера с този сюжет е композирана от Франческо Гаспарини през 1705 г.[3]
- 1793 – „Tарара, или добродетелта се възнаграждава“ (Tarara o sia La virtù premiata) – 3-актна опера серия по либрето на Гаетано Сертор, представена на карнавала във Венеция.[9]
- 1793 – „Китайци в Италия“ (Il chinese in Italia) – 2-актна опера-буфа по либрето на Алесандро Пеполи и премиера във Венеция.[9]
- 1794 – „La secchia rapita“ – 2-актна опера-буфа по либрето на Анджело Анели, премиера във Венеция.[9]
- 1794 – „Инес де Кастро“ (Ines de Castro) – 3-актна опера серия с либрето на Luigi De Sanctis и премиера в Неапол.[9]
- 1794 – „La capricciosa ravveduta“ – 2-актна опера-буфа по либрето на Катерино Мацола, премиера във Венеция.[9]
- 1796 – „Антигона“ (Antigona) – 2-актна музикална драма по либрето на Лоренцо Да Понте, чиято премиера е в Лондон.[10]
- 1796 – „Неразумен съвет“ (Il consiglio imprudente) – едноактна опера-буфа, написана по либрето на Лоренцо Да Понте с премиера в Лондон.[10]
- 1797 – „Меропа“ (Merope) – 2-актна опера серия по либрето на Лоренцо Да Понте и премиера в Лондон.[10]
- 1798 – „Cinna“ – опера серия по либрето на Лоренцо Да Понте и премиера в Лондон.[10]
- 1801 – „Смъртта на Клеопатра“ (La morte di Cleopatra) – 2-актна опера серия по либрето на S. Bonaiuti. Премиера в Лондон.[9]
- 1801 – „Алзира“ (Alzira) – 2-актна музикална драма по либрето на Гаетано Роси и премиера в Лондон.[9]
- 1802 – „Антигона“ (Antigona) – 2-актна опера серия по либрето на Гаетано Роси. Премиера в Болоня.[9]
- 1802 – „Армида“ (Armida) – 2-актна опера серия по либрето на Лоренцо Да Понте с премиера в Лондон.[10]
- 1804 – „Скъперникът“ (L'avaro) – 2-актна комична опера по либрето на Джовани Бертати. Премиера в Париж.[9]
- 1804 – „Blaisot e Pasquin“ – едноактна комична опера по либрето на Лерой, Франсис и Мартинели. Премиера в Париж.[9]
- 1804 – „Le Maître de chapelle“ – комична опера с премиера в Париж.[9]
- 1804 – „Corali ou La Lanterne magique“ – едноактна опера-буфа по либрето на A. J. Grétry с премиера в Лондон.[1]
- 1804 – „L'Eau et le feu, ou Le Gascon a l'épreuve“ – едноактна комична опера по либрето на M. Gangiran-Nanteeuil с премиера в Париж.[9]
- 1804 – „Предварително подписаният договор, или коя е жена ми?“ (Le Contrat signé d'avance ou Laquelle est ma femme?) – едноактна комична опера по либрето на Ligier с премиера в Париж.[9]
- 1804 – „Le Gascon, gascon malgré lui“ – едноактна комична опера с либрето на Guillet и E. Hus. Премиера в Париж.[9]
- 1806 – „Amour et coquetterie“ – едноактна комична опера по либрето на Coffin-Rosny. Премиера в Париж.[9]
- 1806 – „Книгата на съдбата“ (Le Livre des destins) – едноактна комична опера по либрето на F. Nogaret. Премиера в Париж.[9]
- 1806 – „La Famille venitienne ou Le Château d'Orseno“ – 3-актна комична опера по либрето на F. Dupetit-Méne. Премиера в Париж.[9]
- 1806 – „Monsieur Jugolo ou Les Chercheurs“ – едноактна комична опера с премиера в Париж.[9]
- 1806 – „Le Château mystérieuse ou Le Crime commis et vengé“ – 3-актна комична опера по либрето на M. de Redon и C. R. Defresnoy. Премиера в Париж.[9]
- 1806 – „Le Triomphe d'Alcide à thènes“ – 2-актна драматично-героична опера по либрето на P. L. Moline и A. F. Pillon. Премиера в Париж.[9]
- 1806 – „La Sœur officieuse ou Adresse et mensogne“ – 3-актна комична опера по либрето на Rendon и Defresnoy с премиера в Париж.[9]
- 1806 – „Almeria ou L'Écoissaise fugitive“ – 3-актна комична опера по либрето на B. Hadot и премиера в Париж.[9]
- 1807 – „Les Illustres infortunés ou La Souveraine vindicative“ – 3-актна комична опера по либрето на Rendon и Defresnoy с премиера в Париж.[9]
- 1807 – „Le Pied de bœuf et la queue du chat“ – 3-актна комична опера по либрето на P. J. Charrin и Rendon. Премиера в Париж.[9]